# Иолаи

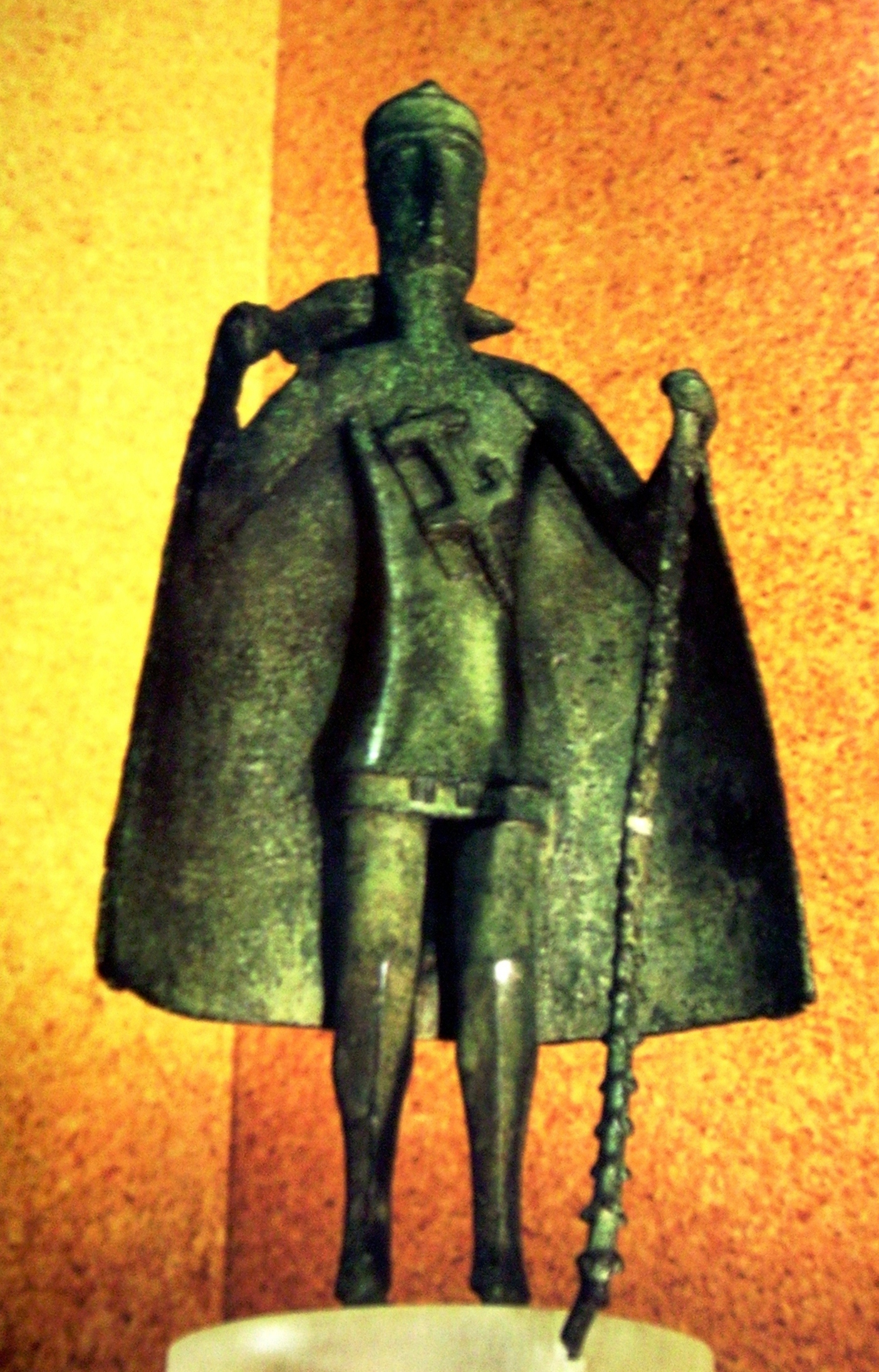
Вождь. Бронзовая статуэтка с Сардинии нурагического периода. Национальный археологический музей в Кальяри

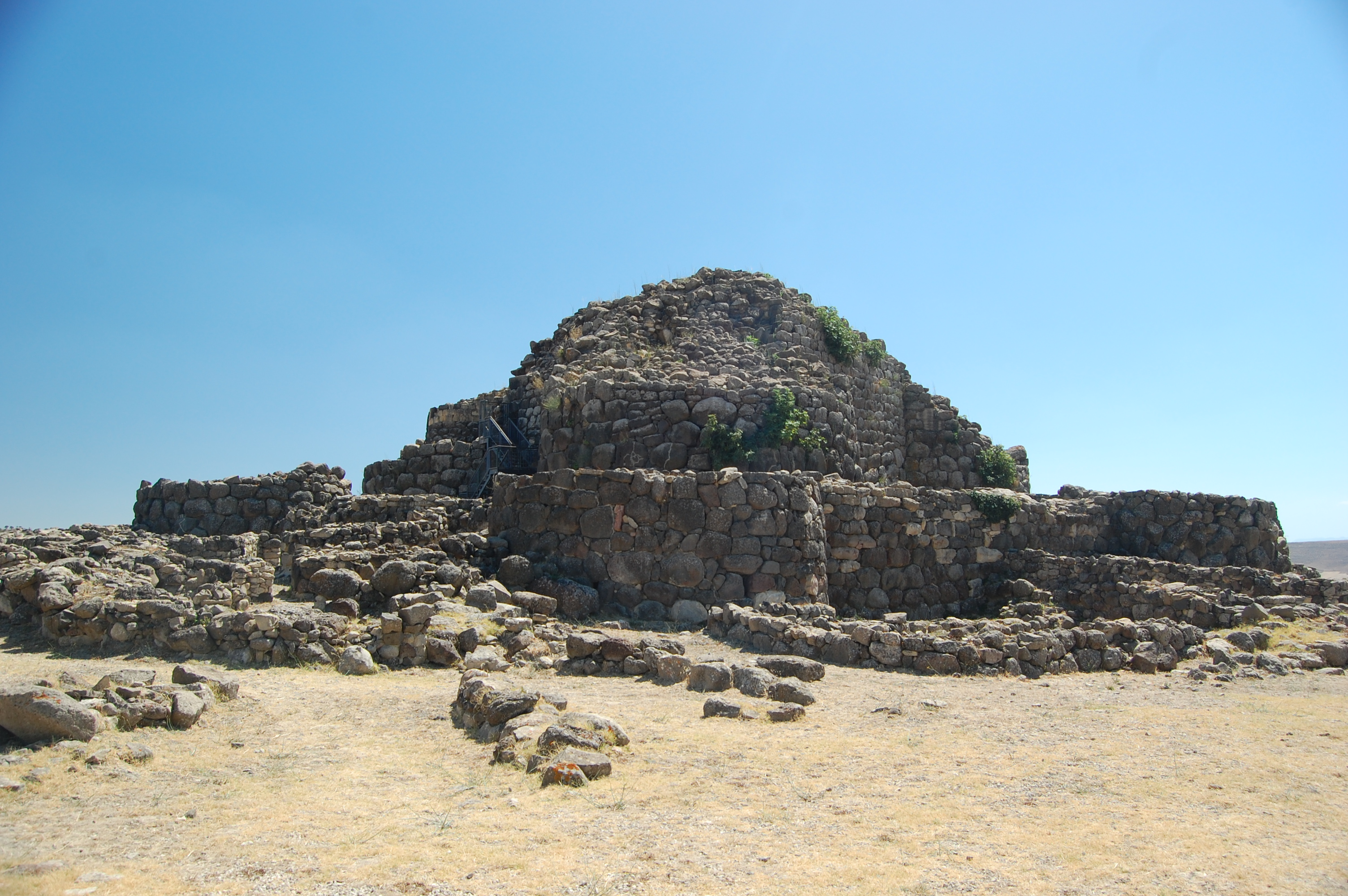
Нураг Су-Нуракси.

Иолаи или иолеи (в греческой передаче), илийцы (лат. Iliensi) — народ, засвидетельствованный[где?] в античную эпоху (нурагический период) на юге острова Сардиния. Иолаи были воинственными пастухами. В период доминирования на острове Карфагена, а позднее Рима укрылись в центральной части Сардинии в области между горными массивами Лимбара, Гочеано и Монти-ди-Ала и возвышенностью Ольястра.
В нурагический период их территория простиралась от Кампиданской равнины (также: Иолейская равнина, Piana Iolea) до реки Тирсо на севере, где начиналась территория баларов, и где была найдена надпись латинским алфавитом «ILI-IUR-IN NVRAC SESSAR». Согласно легенде, прежние обитатели Илиона, то есть Трои после захвата города ахейцами обосновались в этой части Сардинии под именем «илийцев». Ещё один миф говорит о происхождении их названия от имени Иолая, героя, который привёл на Сардинию поселенцев и основал колонию.
По окончании Первой Пунической войны (241 год до н. э.), в 238 году до н. э. римские войска оккупировали основные карфагенские крепости на Сардинии, и население внутренней части страны противостояло новым завоевателям, которые ответили на это жестокими репрессиями.
В 227 году до н. э. Сардиния и Корсика стала второй римской провинцией (первой была Сицилия). Начало Второй Пунической войны и первые победы Ганнибала спровоцировали новые восстания на Сардинии, где после поражения римлян в битве при Каннах сардо-пунический вождь Ампсикора, на стороне которого воевали карфагеняне и иолаи, организовал новое восстание. В 215 году до н. э. повстанцы были наголову разбиты в битве при Корнусе войсками Тита Манлия Торквата, и таким образом карфагеняне окончательно потеряли власть над островом.
Население острова (иолаи и балары) продолжало сопротивляться римлянам, и в 174 году до н. э. консул Тиберий Семпроний Гракх нанёс им сокрушительное поражение, обратив в рабство около 80000 жителей острова. Илийцы, однако, отказались покоряться римлянам, и в течение почти всего имперского периода укрывались в горном регионе, ныне известном как Барбаджа (лат. Barbaria).
Барбаджа и её население продолжали оставаться угрозой ещё через полтысячелетия и для вандалов, которые, захватив Карфаген, в 456 году оккупировали прибрежные города Сардинии, однако не смогли овладеть всем островом. Не смогла с ними справиться и Византийская империя, которая контролировала остров лишь частично, за исключением территорий илийцев и баларов, чьи набеги прекратились лишь в 594 году, когда их предводитель Госпитон по настоянию папы Григория I заключил мир с византийцами и позволил проповедовать христианство среди своего народа.

## Античные источники
- Диодор Сицилийский (IV, 30): «С ними часто воевали сначала карфагеняне, затем римляне, но не смогли их одолеть».
- Павсаний (X, 17, 5): «Карфагеняне в то время, когда они были сильны благодаря своему флоту, покорили всех, кого они встретили на Сардинии, за исключением илийцев, которые проживали на окраине острова и в Goceano».
- Джеласио Флорис[итал.], монах-августинец, в III книге своих «Рассуждений» (Componimento, 1830), пишет: «… Они — (обитатели Тортоли и Лотцораи) являются древними илийцами, которых столь хвалили Плиний Старший и другие авторы, о чём не следует больше сомневаться или рассуждать, поскольку я уже достаточно показал в другом месте, в своё время колонизировали Сардинию»